# Gymnophthalmus speciosus
Gymnophthalmus speciosus là một loài thằn lằn trong họ Gymnophthalmidae. Loài này được Hallowell mô tả khoa học đầu tiên năm 1861.